# Сент-Джон (графство)
Графство Сент-Джон (англ. Saint John) — графство в Канаді, у провінції Нью-Брансвік.

## Населення
За даними перепису 2016 року, графство нараховувало 74020 жителів, показавши скорочення на 3,3%, порівняно з 2011-м роком. Середня густина населення становила 50,6 осіб/км².
З офіційних мов обидвома одночасно володіли 9 330 жителів, тільки англійською — 62 570, тільки французькою — 105, а 645 — жодною з них. Усього 3 445 осіб вважали рідною мовою не одну з офіційних, з них 35 — українську.
Працездатне населення становило 61,6% усього населення, рівень безробіття — 10% (12,5% серед чоловіків та 7,4% серед жінок). 91,4% були найманими працівниками, 5,9% — самозайнятими.
Середній дохід на особу становив $37 901 (медіана $30 272), при цьому для чоловіків — $44 301, а для жінок $32 238 (медіани — $36 578 та $26 143 відповідно).
33,1% мешканців мали закінчену шкільну освіту, не мали закінченої шкільної освіти — 19,5%, 47,4% мали післяшкільну освіту, з яких 32,5% мали диплом бакалавра, або вищий, 200 осіб мали вчений ступінь.
| Статево-вікова структура населення | Статево-вікова структура населення | Статево-вікова структура населення | Статево-вікова структура населення | Статево-вікова структура населення |
| ---------------------------------- | ---------------------------------- | ---------------------------------- | ---------------------------------- | ---------------------------------- |
|                                    |                                    |                                    |                                    |                                    |
| Всього                             | Всього                             | 47,7%52,3%                         |                                    |                                    |
| 0 — 14 років                       | 0 — 14 років                       |                                    | 14,9%                              | 14,9%                              |
| 15 — 64 років                      | 15 — 64 років                      |                                    | 66,2%                              | 66,2%                              |
| 65 і більше                        | 65 і більше                        |                                    | 18,9%                              | 18,9%                              |
| 85 і більше                        | 85 і більше                        |                                    | 2,8%                               | 2,8%                               |
| 100 і більше                       | 100 і більше                       |                                    | 0%                                 | 0%                                 |
| Середній вік (років)               | Середній вік (років)               | 41,544,1                           | 42,9                               | 42,9                               |
| Медіана (років)                    | Медіана (років)                    | 42,645,5                           | 44,1                               | 44,1                               |
| — чоловіки — жінки                 |                                    |                                    |                                    |                                    |

| Походження мешканців:     | Походження мешканців:     | Походження мешканців: | Походження мешканців: | Походження мешканців: |
| ------------------------- | ------------------------- | --------------------- | --------------------- | --------------------- |
| Походження                |                           |                       | осіб                  | %                     |
| Корінні американці        | Корінні американці        |                       | 3 850                 | 5.35%                 |
| Інше північноамериканське | Інше північноамериканське |                       | 34 490                | 47.96%                |
| Європейське               | Європейське               |                       | 49 135                | 68.33%                |
| британське                | британське                |                       | 41 705                | 58%                   |
| французьке                | французьке                |                       | 15 140                | 21.05%                |
| українське                | українське                |                       | 470                   | 0.65%                 |
| Карибське                 | Карибське                 |                       | 305                   | 0.42%                 |
| Латинськоамериканське     | Латинськоамериканське     |                       | 250                   | 0.35%                 |
| Африканське               | Африканське               |                       | 1 055                 | 1.47%                 |
| Азійське                  | Азійське                  |                       | 3 745                 | 5.21%                 |
| Океанійське               | Океанійське               |                       | 60                    | 0.08%                 |

| Зайнятість населення за галузями (за класифікацією NOC): | Зайнятість населення за галузями (за класифікацією NOC): | Зайнятість населення за галузями (за класифікацією NOC): | Зайнятість населення за галузями (за класифікацією NOC): | Зайнятість населення за галузями (за класифікацією NOC): |
| -------------------------------------------------------- | -------------------------------------------------------- | -------------------------------------------------------- | -------------------------------------------------------- | -------------------------------------------------------- |
|                                                          |                                                          |                                                          |                                                          |                                                          |
| Управління                                               | Управління                                               |                                                          | 7,8%                                                     | 7,8%                                                     |
| Бізнес, фінанси та адміністрування                       | Бізнес, фінанси та адміністрування                       |                                                          | 15,7%                                                    | 15,7%                                                    |
| Природничі та прикладні науки                            | Природничі та прикладні науки                            |                                                          | 6,2%                                                     | 6,2%                                                     |
| Охорона здоров'я                                         | Охорона здоров'я                                         |                                                          | 8,6%                                                     | 8,6%                                                     |
| Освіта, правозахист, муніципальні та урядові служби      | Освіта, правозахист, муніципальні та урядові служби      |                                                          | 10,6%                                                    | 10,6%                                                    |
| Мистецтво, культура, відпочинок та спорт                 | Мистецтво, культура, відпочинок та спорт                 |                                                          | 1,8%                                                     | 1,8%                                                     |
| Роздрібна торгівля та послуги                            | Роздрібна торгівля та послуги                            |                                                          | 30,3%                                                    | 30,3%                                                    |
| Гуртова торгівля, транспорт та обладнання                | Гуртова торгівля, транспорт та обладнання                |                                                          | 14,8%                                                    | 14,8%                                                    |
| Природні ресурси, сільське господарство                  | Природні ресурси, сільське господарство                  |                                                          | 1,3%                                                     | 1,3%                                                     |
| Виробництво                                              | Виробництво                                              |                                                          | 2,9%                                                     | 2,9%                                                     |

## Населені пункти
До графства входять місто Сент-Джон, парафії Масквош, Саймондс, Сент-Мартін, село Сент-Мартінс, а також хутори, інші малі населені пункти та розосереджені поселення.

## Клімат
Середня річна температура становить 6°C, середня максимальна – 22,5°C, а середня мінімальна – -13,5°C. Середня річна кількість опадів – 1 258 мм.
| Клімат поселення                              | Клімат поселення | Клімат поселення | Клімат поселення | Клімат поселення | Клімат поселення | Клімат поселення | Клімат поселення | Клімат поселення | Клімат поселення | Клімат поселення | Клімат поселення | Клімат поселення | Клімат поселення |
| Показник                                      | Січ.             | Лют.             | Бер.             | Квіт.            | Трав.            | Черв.            | Лип.             | Серп.            | Вер.             | Жовт.            | Лист.            | Груд.            |                  |
| Середній максимум, °C                         | −2               | −0,89            | 4,10             | 10,25            | 16,24            | 20,98            | 22,52            | 22,46            | 17,87            | 12,30            | 6,72             | 0,04             |                  |
| Середня температура, °C                       | −7,74            | −6,6             | −1,63            | 4,51             | 10,51            | 15,27            | 18,44            | 18,40            | 13,80            | 8,24             | 2,65             | −4,04            |                  |
| Середній мінімум, °C                          | −13,46           | −12,32           | −7,34            | −1,21            | 4,78             | 9,55             | 14,37            | 14,33            | 9,74             | 4,16             | −1,42            | −8,11            |                  |
| Норма опадів, мм                              | 124              | 86               | 110              | 100              | 106              | 94               | 90               | 72               | 109              | 116              | 125              | 126              |                  |
| Середньомісячна швидкість вітру, м/с          | 4.48             | 4.45             | 4.49             | 4.32             | 3.93             | 3.57             | 3.17             | 3.09             | 3.46             | 3.95             | 4.26             | 4.51             |                  |
| Середньомісячна сонячна радіація, кДж/м²·день | 5359             | 8655             | 12302            | 15273            | 18185            | 20197            | 19832            | 17765            | 13374            | 8649             | 5162             | 4200             |                  |
| --------------------------------------------- | ---------------- | ---------------- | ---------------- | ---------------- | ---------------- | ---------------- | ---------------- | ---------------- | ---------------- | ---------------- | ---------------- | ---------------- | ---------------- |
| Джерело:                                      |                  |                  |                  |                  |                  |                  |                  |                  |                  |                  |                  |                  |                  |